# فهرست گروه‌های پاور متال
در این فهرست اسامی گروه‌هایی ذکر شده است که به نحوی سبک آثارشان با سبک پاور متال مطابقت دارد .
توجه :
- فهرست بر اساس حروف الفبای انگلیسی شکل گرفته است .
- اسامی گروه‌هایی هم که حداقل چند اثر مطابق با سبک پاور متال داشته اند هم ذکر شده است .

## ۰-۹
- تری اینچز آو بلاد (۳ Inches of Blood)
- سونز رین (۷th Reign)

## A
- اکسپت (Accept)
- آلتاریا (Altaria)
- آکروپلیس (Acropolis)
- افتر فور اور (After Forever)
- اینا (Aina)
- آلتاریا (Altaria)
- انجل داست (Angel Dust)
- آنگرا (Angra)
- آپوکالیپیس رایزینگ (Apocalypse Rising)
- آرکنتس (Archontes)
- آرماگدون (Armageddon)
- آسترال دورز (Astral Doors)
- اونتیژا (Avantasia)
- ایوین (Avian)
- ایکسن استار (Axenstar)
- اکسیس (Axxis)
- اکسل رودی پل (Axel Rudi Pell)

## B
- بالانس آو پاور (Balance of Power)
- بیوتیفول سین (Beautiful Sin)
- بیاند فییر (Beyond Fear)
- بیاند توایلایت (Beyond Twilight)
- بلایند گاردین (Blind Guardian)
- برین استرم (Brain Storm)

## C
- چیلدرن آو بادم (Children of Bodom)
- کنترل دناید (Control Denied)

## D
- دمونز اند ویزاردز (Demons & Wizards)
- دیو (DIO)
- دراگون فرس (DragonForce)
- دراک کار (Drakkar)

## E
- ادگای (Edguy)
- الون کینگ (Elvenking)
- انسیفروم (Ensiferum)
- ادن بریج (Edenbridge)

## F
- فریدام کال (Freedom Call)

## G
- گاما ری (Gamma Ray)
- گالنریوس (Galneryus)

## H
- همرفال (HammerFall)
- هونلی (Heavenly)
- هلووین (Helloween)

## I
- آیسد ارث (Iced Earth)

## J
- جگ پنزر (Jag Panzer)

## K
- کملوت (Kamelot)

## L
- لابیرنت (Labyrinth)
- لرد (Lord)
- لردی (Lordi)
- لردز آو بلک (Lords of Black)

## M
- منو وار (Manowar)
- مانتی کر (Manticora)
- مستر پلن (Masterplan)
- متال فرس (Metal Force)

## N
- نور مر (Nevermore)
- نایت ویش (Nightwish)

## O
- اولیمپوس مانز (Olympus Mons)
- امن (Omen)

## P
- پاراگن (Paragon)
- پاور سیمفونی (Power Symphony)
- پریمال فیر (Primal Fear)
- پیرامیز (Pyramaze)

## R
- رانینگ وایلد (Running Wild)
- ریج (Rage)
- ربلیون (Rebellion)
- راپسودی آو فایر (Rhapsody of Fire)

## S
- سباتن (Sabaton)
- سوتیج (Savatage)
- سنتنسد (Sentenced)
- سینرجی (Sinergy)
- سوناتا آرکتیکا (Sonata Arctica)
- استراتو واریوس (Stratovarius)
- سیمفونی ایکس (Symphony X)
- سیمفرس (Symphorce)

## T
- تارت (گروه موسیقی) (Tarot)
- تئوکراسی (گروه موسیقی) (Theocracy)
- تیمو کوتیپلتو (Timo Kotipelto)

## V
- ویرژین استیل (Virgin Steele)

## W
- وارکری (WarCry)
- وارمن (Warmen)
- واریور (Warrior)
- ویزارد (Wizard)
- ویزارد هیمن (Wizard's Hymn)

## X
- ایکس جپن (X Japan)

## Y
- اینگوی مالمستین (Yngwie Malmsteen)

## Z
- زوناتا (Zonata)

## همچنین ببینید
- پاور متال